# Robert Whitaker (fotograf)
Robert Whitaker (13. listopadu 1939 – 20. září 2011) byl britský fotograf, mezinárodně známý především díky mnoha fotografiím Beatles pořízených v letech 1964 až 1966. Pracoval také s rockovou skupinou Cream, jejíž fotografie byly použity v koláži navržené Martinem Sharpem na obálce jejich LP Disraeli Gears z roku 1967. Pro kapelu Beatles fotografoval kontroverzní obálku, takzvanou Butcher cover (album Yesterday and Today).
Zemřel 20. září 2011 po dlouhé nemoci ve věku 71 let. Zanechal po sobě vdovu a tři děti.